# Grace Gummer
Grace Jane Gummer (New York, 9 maggio 1986) è un'attrice statunitense.

## Biografia
Nata il 9 maggio 1986 a New York e figlia dell'attrice Meryl Streep e dello scultore Don Gummer, Grace Gummer cresce tra il Connecticut e Los Angeles con il fratello e la sorella maggiori, Henry e Mamie, e la sorella minore Louisa. Nel 1993 appare nel film di Bille August La casa degli spiriti, nel quale interpreta il ruolo di Clara Del Valle da bambina.
Dopo essersi laureata al Vassar College in Storia dell'arte e Lingua italiana, nel 2008 la Gummer ha fatto il proprio debutto nel programma di Lukas Bärfuss The Sexual Neuroses of Our Parents. Nel 2010, invece, ha interpretato il ruolo principale di Anna Moore nella serie Gigantic, andata in onda su TeenNick.
L'attrice fa il suo debutto cinematografico nel 2010 con il film Meskada, dove interpreta il ruolo di Nat Collins, prima di essere Abby in Bashert, cortometraggio dello stesso anno. Nel 2011 ha un piccolo ruolo in L'amore all'improvviso - Larry Crowne, pellicola diretta da Tom Hanks. Durante il 2013 partecipa in alcuni episodi di tre serie televisive: Zero Hour (cancellata dopo soli tredici episodi), The Newsroom ed American Horror Story. Dal 2016 al 2019 è nel cast principale della serie televisiva Mr. Robot, dove interpreta l'agente dell'FBI Dominique "Dom" DiPierro. 

## Vita privata
Il 4 settembre 2021 viene annunciato con un post su Instagram il matrimonio con Mark Ronson.

## Filmografia

### Cinema
- La casa degli spiriti (The House of the Spirits), regia di Bille August (1993)
- Meskada, regia di Josh Sternfeld (2010)
- Bashert, regia di David Frigerio – cortometraggio (2010)
- L'amore all'improvviso - Larry Crowne (Larry Crowne), regia di Tom Hanks (2011)
- Frances Ha, regia di Noah Baumbach (2012)
- The Homesman, regia di Tommy Lee Jones (2014)
- Guida per la felicità (Learning to Drive), regia di Isabel Coixet (2014)
- Jenny's Wedding, regia di Mary Agnes Donoghue (2015)
- Beast of Burden - Il trafficante (Beast of Burden), regia di Jesper Ganslandt (2018)
- Standing Up, Falling Down, regia di Matt Ratner (2019)

### Televisione
- Gigantic – serie TV, 18 episodi (2010-2011)
- Smash – serie TV, episodi 1x08-2x07 (2012-2013)
- Paloma – miniserie TV, 5 episodi (2013)
- Zero Hour – serie TV, 6 episodi (2013)
- The Newsroom – serie TV, 10 episodi (2013-2014)
- American Horror Story – serie TV, 10 episodi (2013-2015; 2024)
- Extant – serie TV, 21 episodi (2014-2015)
- Good Girls Revolt – serie TV, 6 episodi (2015-2016)
- Mr. Robot – serie TV, 26 episodi (2016-2019)
- Confirmation - Una donna per la verità (Confirmation), regia di Rick Famuyiwa – film TV (2016)
- The Hot Zone - Area di contagio (The Hot Zone) – serie TV, 4 episodi (2019)
- A Teacher: Una storia sbagliata (A Teacher) – miniserie TV, episodio 1x09 (2021)
- Dr. Death – serie TV, 6 episodi (2021)
- Lasciami entrare (Let the Right One In) – serie TV, 10 episodi (2022)

## Doppiatrici italiane
Nelle versioni in italiano delle opere in cui ha recitato, Grace Gummer è stata doppiata da:
- Chiara Gioncardi in Smash, Frances Ha, Zero Hour, The Newsroom, Dr. Death
- Gaia Bolognesi in Extant, Jenny's Wedding
- Georgia Lepore in American Horror Story: Coven
- Valentina Mari in American Horror Story: Freak Show
- Domitilla D'Amico in Mr. Robot
- Angela Brusa in The Hot Zone - Area di contagio
- Valentina Perrella in Standing Up, Falling Down
- Letizia Scifoni in Lasciami entrare